# Quercus congesta
La quercia congesta (Quercus congesta C.Presl, 1822) è una pianta appartenente alla famiglia Fagaceae, diffusa in Italia meridionale, Sicilia e Sardegna.

## Descrizione
È un albero alto sino a 12 m, con  rami contorti più o meno inclinati.
Le foglie obovate, coriacee, sono lucide e glabrescenti sulla pagina superiore, grigio-tomentose su quella inferiore.
Le ghiande sono riunite in gruppi di 3-8 frutti strettamente aggregati, con cupula molto piccola, circa 1/4 della ghianda.

## Distribuzione e habitat
Quercus congesta è diffusa in Calabria, Basilicata, Sicilia e Sardegna.
È una specie eliofila, presente nei boschi montani da 400 a 1400 m s.l.m..

## Usi
Produce un legname meno pregiato rispetto alla roverella, che viene utilizzato prevalentemente come legna da ardere. Le ghiande vengono utilizzate come alimento per i maiali.